# Grzegorz Stępniak
Grzegorz Stępniak (* 24. April 1989 in Goleniów) ist ein ehemaliger polnischer Bahn- und Straßenradrennfahrer.

## Karriere
Grzegorz Stępniak gewann 2009 eine Etappe bei Polska–Ukraina. Auf der Bahn gewann er bei der U23-Europameisterschaft die Bronzemedaille in der Mannschaftsverfolgung. Im Jahr darauf gewann er Bronze im Omnium. In der Saison 2011 gewann Stępniak zwei Teilstücke bei dem Etappenrennen Polska–Ukraina. Ab 2012 fuhr er für die polnische Mannschaft CCC Polsat Polkowice. In seinem ersten Jahr dort gewann er jeweils zwei Etappen bei der Wyscig Szlakiem Bursztynowym und der Bałtyk-Karkonosze Tour sowie eine Etappe bei der Dookoła Mazowsza.
2016 und 2018 gewann Stępniak die Tour of Estonia. 2019 zog er sich aus dem Radrennsport zurück.

## Erfolge

### Bahn
2009
- Europameisterschaft – Mannschaftsverfolgung (U23) mit Paweł Brylowski, Dawid Głowacki und Adrian Kuriek

2010
- U23-Europameisterschaft – Omnium

### Straße
2012
- eine Etappe Dookoła Mazowsza

2013
- zwei Etappen Dookoła Mazowsza

2014
- eine Etappe Course de la Solidarité Olympique

2015
- eine Etappe Bałtyk-Karkonosze Tour
- Dookoła Mazowsza

2016
- Gesamtwertung, Punktewertung und eine Etappe Tour of Estonia

2017
- eine Etappe Szlakiem Walk Majora Hubala
- eine Etappe Course de la Solidarité Olympique

2018
- Gesamtwertung Tour of Estonia

2019
- eine Etappe Wyscig Mjr. Hubala-Sante Tour